# Gomer Griffith Smith

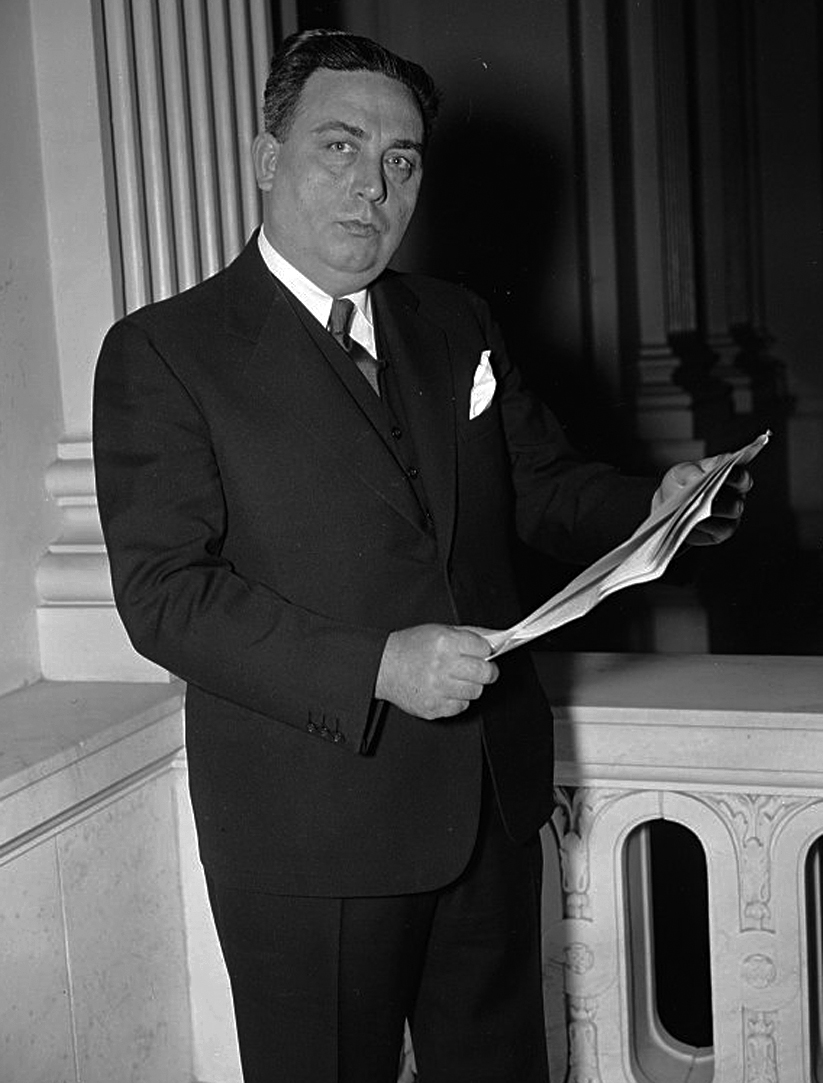
Gomer Griffith Smith

Gomer Griffith Smith (* 11. Juli 1896 bei Kansas City, Missouri; † 26. Mai 1953 in Oklahoma City, Oklahoma) war ein US-amerikanischer Politiker. Zwischen 1937 und 1939 vertrat er den fünften Wahlbezirk des Bundesstaates Oklahoma im US-Repräsentantenhaus.

## Werdegang
Gomer Smith besuchte die öffentlichen Schulen seiner Heimat und danach bis 1915 die Rockingham Academy. Zwischen 1916 und 1918 unterrichtete er in einer Schule im Clay County als Lehrer. Nach einem Jurastudium wurde er 1920 in Missouri und 1922 in Oklahoma als Rechtsanwalt zugelassen. Daraufhin begann er in Oklahoma City in seinem neuen Beruf zu arbeiten.
Smith war Mitglied der Demokratischen Partei. Nach dem Tod des Kongressabgeordneten Robert P. Hill wurde Smith in einer Nachwahl zu dessen Nachfolger im US-Repräsentantenhaus in Washington, D.C. gewählt. Dort beendete er zwischen dem 10. Dezember 1937 und dem 3. Januar 1939 die Legislaturperiode seines Vorgängers. 1938 stellte er sich nicht zur Wiederwahl. Stattdessen bewarb er sich erfolglos um die Nominierung seiner Partei für einen Sitz im US-Senat.
Nach dem Ende seiner Zeit im Kongress zog sich Smith aus der Politik zurück. Er arbeitete wieder als Rechtsanwalt in Oklahoma City, wo er 1953 verstarb.